# Khalida Jarrar
Khalida Jarrar (àrab: خالدة جرار, Ḫālida Jarrār) (Nablus, 9 de febrer de 1963) és una política palestina. És membre del Front Popular per a l'Alliberament de Palestina (FPLP) i del Consell Legislatiu Palestí (PLC). Va ser escollida al PLC el gener de 2006 com una de les tres diputades del FPLP i ha continuat servint com a representant electe des de llavors. També és la representant palestina al Consell d'Europa i actualment és cap del Comitè de Presos del PLC. Va tenir un paper important en la sol·licitud de Palestina per unir-se a la Cort Penal Internacional.
Ha estat arrestada diverses vegades per les autoritats israelianes. Diverses d'aquestes detencions van donar lloc a detenció administrativa sense que s'hagués presentat cap càrrec. També ha estat acusada «d'incitació i implicació de terror» per un tribunal militar israelià. L'acusació d'incitació fa referència a declaracions públiques que va fer el 2012 en què va criticar l'ocupació israeliana de Cisjordània. El tribunal la va condemnar a quinze mesos de presó, dels quals en va complir sis, abans de sortir en llibertat després d'una campanya internacional en nom seu.
El març de 2021, després d'haver estat detinguda sense càrrecs des del 2019, va ser condemnada per un tribunal militar israelià a dos anys de presó després d'un pacte de culpabilitat, en el qual es va declarar culpable de pertinença a una organització, el FPLP, que Israel considera un grup terrorista. Ha entrat en constància per afirmar que la seva negociació es deu a la naturalesa esgotadorament prolongada dels procediments judicials, la falta de fe en els tribunals militars d'Israel i l'amenaça, tret que admeti culpabilitat, de complir una condemna de set anys. Va ser alliberada el 26 de setembre de 2021.

## Família
El pare de Jarrar dirigia una botiga de joguines a Nablus. El 1985, després d'un compromís de cinc anys, i quan va acabar el seu màster a la Universitat de Birzeit, Jarrar es va casar amb Ghassan Jarrar, un company d'estudis i antic activista polític que ha estat arrestat catorze vegades i ha passat de deu a onze anys sense judici ni càrrecs en detenció administrativa a les presons israelianes, i actualment és fabricant de mobles i joguines per a infants a Beit Furik, els quals s'exporten a Israel. La parella té dues filles, Yafa, llicenciada en Dret per la Universitat d'Ottawa, i Suha, amb un màster en Ciències i Polítiques del canvi climàtic, que van créixer pensant que els soldats colpejaven les seves portes, degut que les detencions i l'empresonament dels pares era quelcom habitual a la vida de les nenes. La parella viu a Al-Bireh